# Arnold Meri

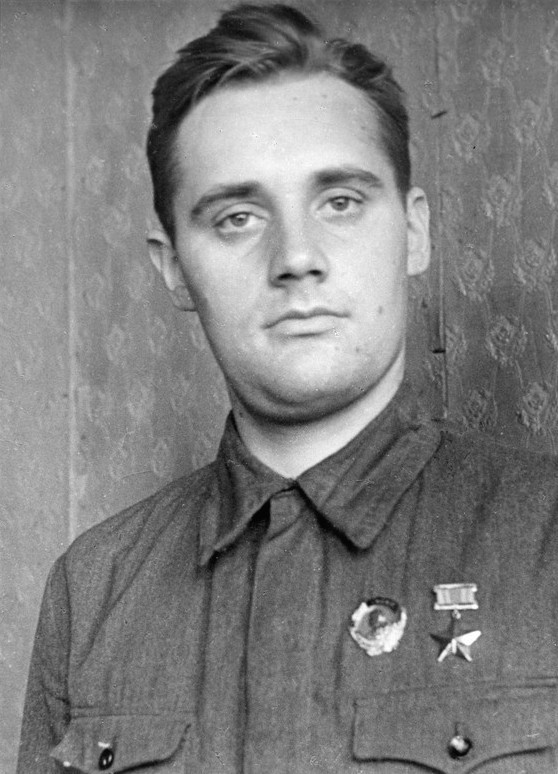
Arnold Meri jako żołnierz Armii Czerwonej w 1941

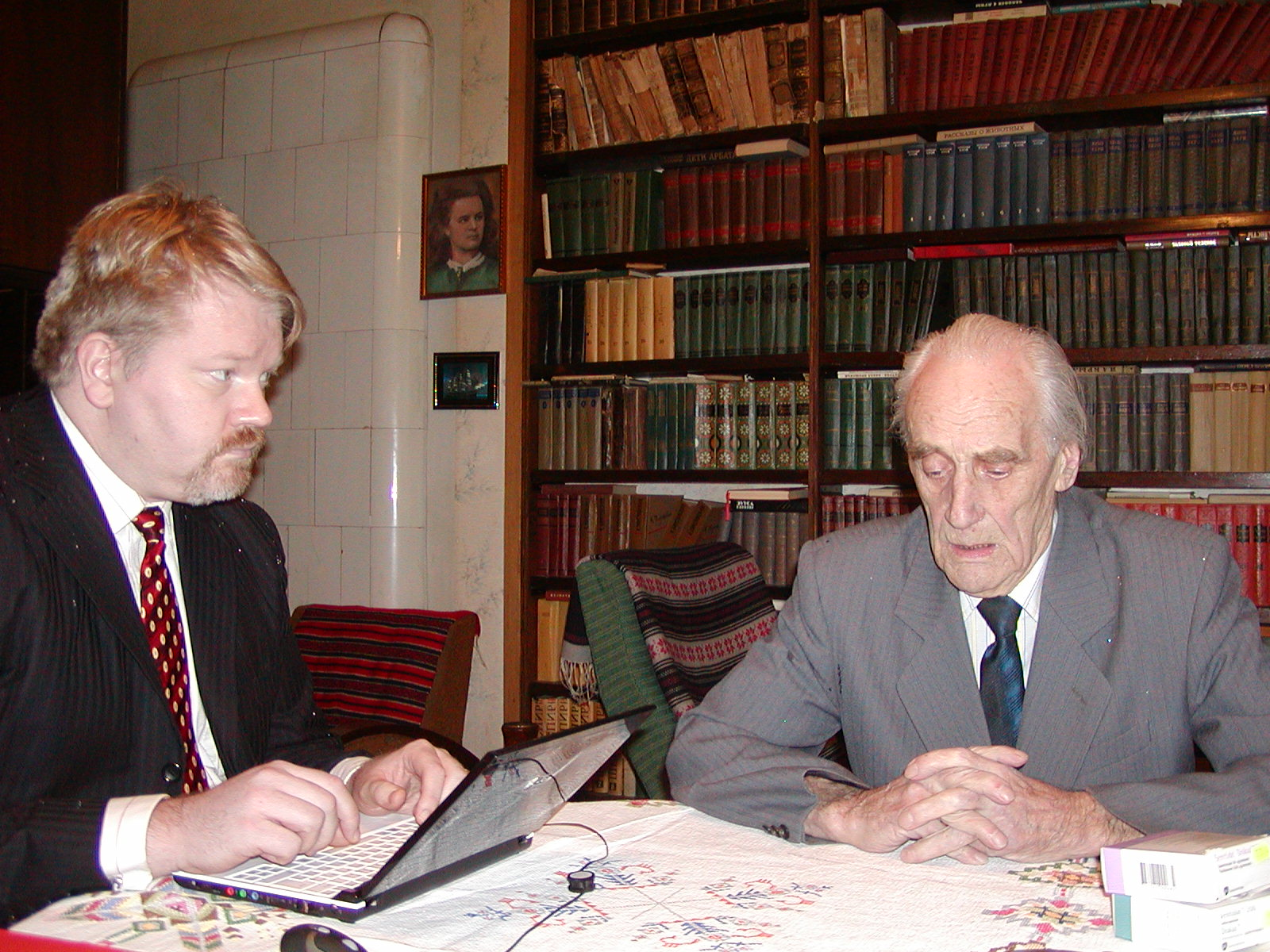
Arnold Meri i Johan Bäckman w 2008

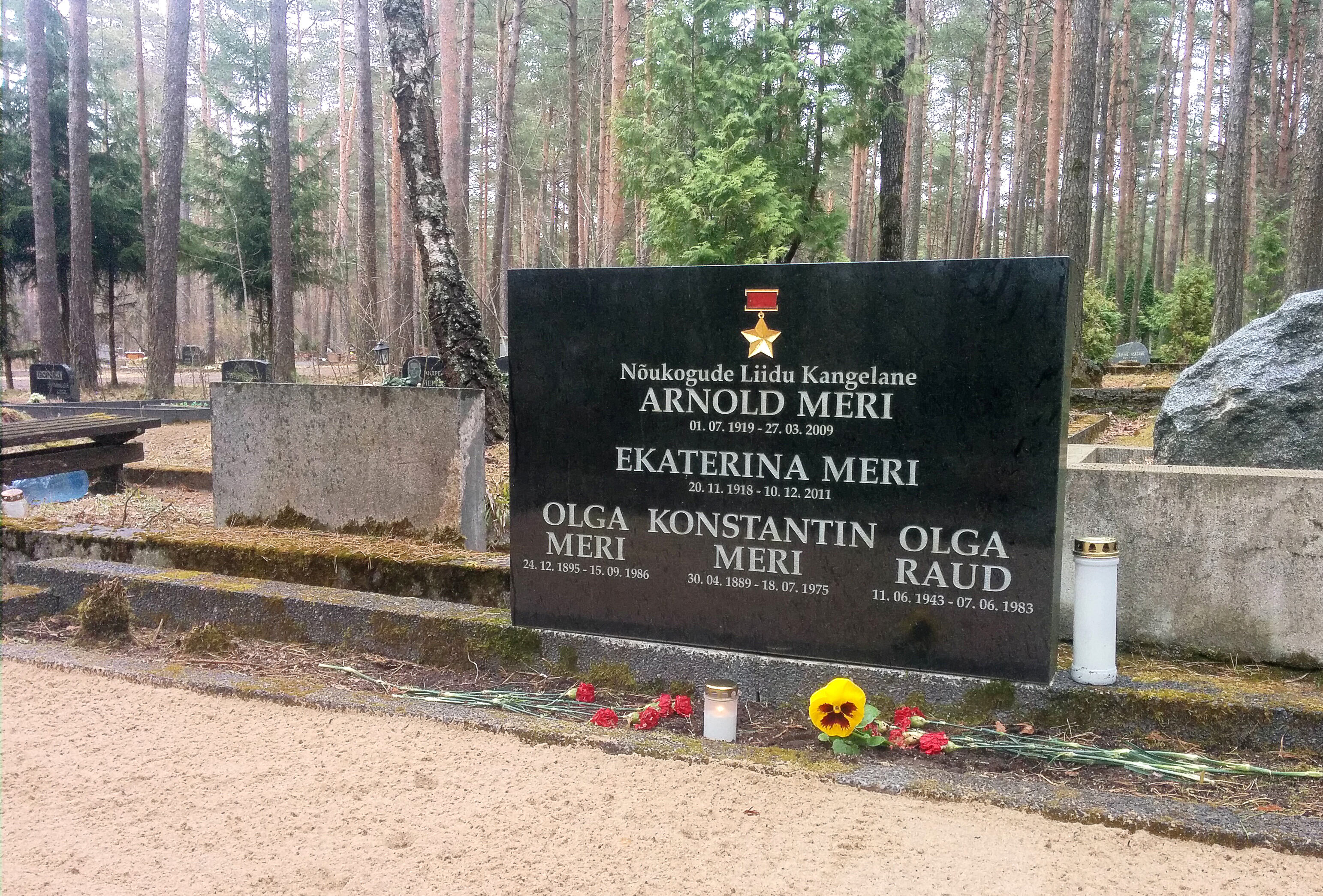
Grób Arnolda Meri na cmentarzu w Tallinnie

Arnold Meri (ur. 1 lipca 1919 w Tallinie, zm. 27 marca 2009 tamże) – estoński i radziecki wojskowy, polityk oraz działacz komunistyczny i antyfaszystowski. Pułkownik Armii Radzieckiej. Pierwszy Estończyk, któremu przyznano tytuł Bohatera Związku Radzieckiego.

## Życiorys
Od 1926 mieszkał z rodziną w Jugosławii, skończył szkołę podstawową w Skopju, a w 1938 gimnazjum w Belgradzie, po czym wrócił do Estonii i został uczniem ślusarza. W 1939 został powołany do estońskiej armii, po agresji ZSRR na kraje bałtyckie w lipcu 1940 zorganizował organizację komsomolską i został członkiem pierwszego Komitetu Miejskiego Komsomołu w Tallinie, kierował również biurem wojskowym KC Komsomołu Estonii i zajmował się zakładaniem organizacji komsomolskich w organizacjach wojskowych. Od 1940 należał do WKP(b), od jesieni 1940 służył w 415 samodzielnym batalionie łączności w 22 Terytorialnym Estońskim Korpusie Piechoty Armii Czerwonej jako zastępca politruka kompanii, po ataku Niemiec na ZSRR walczył na Froncie Północno-Zachodnim, m.in. w ciężkich bojach w obwodzie pskowskim 6–10 lipca 1941, gdy z trudem wydostał się z okrążenia, 17 lipca 1941 został ranny w rękę, później w dalszych walkach odniósł ranę biodra i kolana. Po wyleczeniu w październiku 1941 podjął studia w Moskiewskiej Szkole Wojskowo-Inżynieryjnej, na początku 1942 został mianowany organizatorem komsomolskim pułku piechoty, a jesienią 1942 pomocnikiem szefa Wydziału Politycznego 249 Estońskiej Dywizji Piechoty, następnie 8 Estońskiego Tallińskiego Korpusu Piechoty, w którym służył do końca wojny. Uczestniczył w operacji wielkołuckiej, newelskiej, narwskiej i nadbałtyckiej, m.in. w ponownym zajmowaniu Tallina przez Armię Czerwoną, w czerwcu 1945 został zdemobilizowany w stopniu majora. Wkrótce potem został (do jesieni 1949) I sekretarzem KC Komsomołu Estońskiej SRR, później 1949-1951 studiował w Wyższej Szkole Partyjnej przy KC WKP(b), w 1951 został wykluczony z partii, a 5 sierpnia 1952 pozbawiony odznaczeń. Pracował w Gornoałtajsku jako agronom na plantacji i kierownik techniczny w fabryce mebli, później kierownik warsztatu Gornoałtajskiego Instytutu Pedagogicznego, w 1956 odzyskał członkostwo w partii i odznaczenia, później ukończył Wyższą Szkołę Partyjną przy KC KPZR. W 1958 został wykładowcą, potem dziekanem Gornoałtajskiego Instytutu Pedagogicznego, w 1967 zastępcą, następnie I zastępcą ministra oświaty Estońskiej SRR, a w 1979 przewodniczącym prezydium Estońskiego Towarzystwa Przyjaźni i Kontaktów Kulturowych z Zagranicą, w 1989 przeszedł na emeryturę.
W 1995 władze niepodległej Estonii wszczęły przeciw niemu postępowanie w sprawie oskarżenia o udział w ludobójstwie narodu estońskiego (chodziło o udział w stalinowskich deportacjach). W 2003 Estońska Policja Bezpieczeństwa prowadziła dochodzenie w sprawie udziału Arnolda Meri w deportacjach Estończyków z wyspy Hiuma w 1949. W sierpniu 2007 estońska Prokuratura Okręgowa Zachodniego Obwodu formalnie oskarżyła Arnolda Meri o ludobójstwo, pod zarzutem zorganizowania deportacji 251 estońskich cywilów z wyspy Hiuma na Syberię, w region Nowosybirska. Meri zaprzeczył wysuwanym przeciwko sobie oskarżeniom.
W 2007 został przewodniczącym Antyfaszystowskiego Komitetu Estonii. W tym samym roku tak określił swój udział w II wojnie światowej po stronie ZSRR: Udział Estonii w II wojnie światowej był nieunikniony i tylko głupiec mógł wierzyć inaczej.(...) Każdy Estończyk miał tylko jedną decyzję do podjęcia: po której stronie stanąć w tej krwawej walce – nazistów czy koalicji antyhitlerowskiej.
20 maja 2008 rozpoczął się proces przeciwko Arnoldowi Meri. Oskarżony nie przyznał się do winy. W swojej obronie Meri twierdził, że nie był w stanie kontrolować nadużyć lokalnych władz i ostatecznie wycofał się z tego procesu. Za tę decyzję on sam został oskarżony, pozbawiony zaszczytów wojskowych i wydalony z partii komunistycznej w 1949. Meri utrzymywał również, że stał się celem obecnych władz estońskich w odwecie za swoje antyfaszystowskie działania i ostrą krytykę posunięć rządu.
Arnold Meri zmarł 27 marca 2009, co jednocześnie zakończyło i umorzyło toczący się przeciwko niemu proces. Prezydent Federacji Rosyjskiej Dmitrij Miedwiediew złożył kondolencje wdowie po zmarłym. Wojskowy został pochowany na cmentarzu w Tallinnie, gdzie żegnało go kilkaset osób.

## Ordery i odznaczenia
- Medal „Złota Gwiazda” Bohatera Związku Radzieckiego (1941)
- Order Lenina (dwukrotnie)
- Order Honoru (Federacja Rosyjska, pośmiertnie 2009)[12]
- Order Wojny Ojczyźnianej I klasy (1985)
- Order Wojny Ojczyźnianej II klasy (1944)
- Order Czerwonego Sztandaru Pracy (dwukrotnie)
- Order Czerwonej Gwiazdy (dwukrotnie)
- Order Przyjaźni Narodów
- Order „Znak Honoru”
- Medal „Za zwycięstwo nad Niemcami w Wielkiej Wojnie Ojczyźnianej 1941–1945”
- Medal jubileuszowy „Dwudziestolecia zwycięstwa w Wielkiej Wojnie Ojczyźnianej 1941–1945”
- Medal jubileuszowy „Trzydziestolecia zwycięstwa w Wielkiej Wojnie Ojczyźnianej 1941–1945”
- Medal jubileuszowy „Czterdziestolecia zwycięstwa w Wielkiej Wojnie Ojczyźnianej 1941–1945”
- Medal jubileuszowy „W upamiętnieniu 100-lecia urodzin Władimira Iljicza Lenina”
- Medal „Za ofiarną pracę w Wielkiej Wojnie Ojczyźnianej 1941–1945”
- Medal jubileuszowy „50-lecia zwycięstwa w Wielkiej Wojnie Ojczyźnianej 1941–1945”
- Medal 60-lecia Zwycięstwa w Wielkiej Wojnie Ojczyźnianej 1941–1945
- Medal Żukowa
- Medal „Weteran pracy”
- Medal jubileuszowy „50 lat Sił Zbrojnych ZSRR”
- Medal jubileuszowy „60 lat Sił Zbrojnych ZSRR”
- Medal jubileuszowy „70 lat Sił Zbrojnych ZSRR”